# أوقست فرانز إسن
أوقست فرانز إسن (بالألمانية: August Franz Essenius) هو دبلوماسي ألماني، ولد في 7 أكتوبر 1724 في غومرن في ألمانيا، وتوفي في 21 أكتوبر 1792 في وارسو في بولندا.